# 모하메드 칼론
모하메드 칼론(영어: Mohamed Kallon, 1979년 10월 6일~)은 시에라리온의 은퇴한 축구 선수로 현역 시절 포지션은 공격수였으며 시에라리온 A대표팀 역대 국제 A매치 최다 득점 기록 보유자이다.

## 클럽 경력
1994년 올드 에드워디언스 입단으로 프로에 뛰어들었고 이후 22년동안 조국인 시에라리온을 비롯해 레바논, 스웨덴, 이탈리아, 스위스, 프랑스, 사우디아라비아, 그리스, 아랍에미리트, 중국, 인도에서 프로 통산 330경기에 출전하여 108골을 뽑아냈고 특히 알이티하드 클럽에서 임대 선수로 뛰었을 당시 2005년 AFC 챔피언스리그에서 득점왕을 차지하면서 팀의 우승을 견인했으며 이후 2016년 자국 리그의 칼론 FC에서 선수 생활을 마감했다.

## 국가대표팀 경력
1995년 4월 콩고 공화국과의 1996년 아프리카 네이션스컵 예선에서 15살의 어린 나이에 국제 A매치 데뷔전을 치르자마자 A매치 데뷔골을 신고한 뒤 부르키나파소와의 1996년 아프리카 네이션스컵 본선 B조 1차전에서도 득점을 기록하며 팀의 2-1 승리를 이끌었으며 이후 2012년까지 A매치 40경기에서 8골을 터뜨리면서 역대 시에라리온 국가대표 선수 가운데 최다 득점 기록을 보유하고 있다.

## 수상

### 클럽
알이티하드 클럽
- AFC 챔피언스리그 엘리트 : 우승 (2005)

### 개인
- AFC 챔피언스리그 엘리트 득점왕 (2005 / 6골)

### 수훈
- 로켈 훈장(2013년)